# Comté de Lee (Floride)
Pour les articles homonymes, voir Comté de Lee.
Le comté de Lee (en anglais : Lee County) est un comté américain situé dans l'État de Floride. Il est le comté le plus peuplé du sud-ouest de la Floride avec une population estimée à 760 822 habitants en 2020. Le siège de comté est Fort Myers mais la plus grande ville est Cape Coral.

## Comtés adjacents
- Comté de Charlotte (au nord)
- Comté de Glades (au nord-est)
- Comté de Collier (au sud-est)
- Comté de Hendry (à l'est)

## Principales villes
- Bonita Springs
- Cape Coral
- Fort Myers
- Fort Myers Beach
- Sanibel

Census-designated place
- Alva

### Nouvelles villes
- Babcock Ranch

## Démographie
| Groupe                           | Comté de Lee | Floride | États-Unis |
| -------------------------------- | ------------ | ------- | ---------- |
| Blancs                           | 83,0         | 75,0    | 72,4       |
| Afro-Américains                  | 8,3          | 16,0    | 12,6       |
| Autres                           | 5,0          | 3,7     | 6,4        |
| Métis                            | 2,1          | 2,5     | 2,9        |
| Asiatiques                       | 1,4          | 2,4     | 4,8        |
| Amérindiens                      | 0,4          | 0,4     | 0,9        |
| Total                            | 100          | 100     | 100        |
|                                  |              |         |            |
| Hispaniques et Latino-Américains | 18,3         | 22,5    | 16,7       |

Selon l'American Community Survey, en 2010 78,99 % de la population âgée de plus de 5 ans déclare parler l'anglais à la maison, 15,19 % déclare parler l'espagnol, 1,28 % un créole français, 0,88 % l'allemand, 0,59 % le portugais, 0,55 % le français et 2,52 % une autre langue.
| 1890  | 1900  | 1910  | 1920  | 1930   | 1940   |
| ----- | ----- | ----- | ----- | ------ | ------ |
| 1 414 | 3 071 | 6 294 | 9 540 | 14 990 | 17 488 |

| 1950   | 1960   | 1970    | 1980    | 1990    | 2000    |
| ------ | ------ | ------- | ------- | ------- | ------- |
| 23 404 | 54 539 | 105 216 | 205 266 | 335 113 | 440 888 |

| 2010    | - | - | - | - | - |
| ------- | - | - | - | - | - |
| 618 754 | - | - | - | - | - |